# هال باسانت
هال باسانت (به انگلیسی: HAL Basant) یک هواپیمای ساختِ کارخانهٔ هیندوستان آیروناتیکس در کشور هند است که در سال ۱۹۷۲–۱۹۸۰ ساخته شد. این هواپیما برای نخستین بار در ۱۹۷۲ میلادی مورد استفاده قرار گرفت.